# Кія (притока Чулиму)
Кія (рос. Кия) — річка у Росії, ліва притока Чулиму (басейн Обі), тече у Кемеровській і Томській областях. 

## Фізіографія
Кія витікає з невеликого гірського озерця на висоті близько 1250 м над рівнем моря у горах Кузнецького Алатау на північному схилі гори Медвежа (1489 м) на кордоні Тисульського і Новокузнецького районів на сході Кемеровської області поблизу від кордону з Хакасією. Від витоку тече у переважно північному напрямку через східні відроги гір у вузькій скелястій долині, поки біля села Чумай не потрапляє на рівнину. Звідси її плин уповільнюється, долина розширюється, річище стає звивистим, створюючи численні меандри і стариці. Після міста Маріїнськ річка починає відхилятись на схід і набуває північно-східного напряму, який утримує до самого злиття з Чулимом. Незадовго до впадіння в Чулим Кія перетинає кордон між Кемеровською і Томською областями; перед самим гирлом з нею зливається її найбільша притока Четь.
Гирло Кії знаходиться на висоті 99 м над рівнем моря. У гирлі річка має близько 250 м завширшки і глибину до 1,5 м; швидкість плину близько 0,7 м/с.
Околиці верхового відрізку Кії покриті густим лісом. Між Чумаєм і Маріїнськом річка тече по степовій місцевості, за Маріїнськом знову починається тайговий ліс.
Найзначніші притоки: Кожух, Антибес — зліва, Тяжин і Четь — справа. Менші притоки — Кундат, Кія-Шалтир, Мокрий Берикуль, Серта, Юра, Чебула, Песчанка та інші.

## Гідрологія
Довжина річки 548 км, площа басейну 32 200 км², середньорічний стік, виміряний за 34 км від гирла біля села Окунєєво, становить 167 м³/с (за результатами вимірянь у 1936–1999 роках). Багаторічний мінімум стоку спостерігається у березні (29,3 м³/с), максимум — у травні (773 м³/с). За період спостережень абсолютний мінімум місячного стоку (9,75 м³/с) спостерігався у березні 1974 року, абсолютний максимум — у травні 1964 (1120 м³/с). Живлення снігове і дощове.
Кія замерзає у листопаді, скресає у квітні. Під час літнього сезону (коли річка вільна від криги) найменший стік (16 м³/с) спостерігався у жовтні 1978 року, однак влітку місячний стік менший за 23 м³/с трапляється надзвичайно рідко.

## Інфраструктура
До 1980-х років Кія була судноплавна для малих суден до міста Маріїнськ; зараз судноплавний відрізок простягається лише на 13 км від гирла до місця злиття з Четью біля селища Красноярський Рейд.
З 1820-х років верхів’я Кії та її притоки, зокрема Кундат, Мокрий Берикуль та Сухий Берикуль, були важливим золотопромисловим регіоном. Починаючи з 1920-х років регіон почав втрачати важливість у зв’язку з відкриттям багатіших родовищ золота у Східному Сибіру і на Далекому Сході, але остаточно видобування золота припинилося лише у 1990-х роках, коли були закриті копальні у селищі Берикульський. 
У селищі Бєлогорськ, розташованому над витоком малої притоки верхньої Кії Кійського Шалтиру, працює нефеліновий комбінат (первинна обробка сировини для алюмінієвої промисловості), який належить концерну РУСАЛ. Бєлогорськ — кінцевий пункт 168-км залізничної гілки, яка з’єднує комбінат зі станцією Ужур на залізниці Ачинськ — Абакан, яка відгалужується від Транссибірської магістралі; ця гілка була прокладена у 1968 році у зв’язку з будівництвом комбінату.
Кія тече по території Тисульського, Чебулінського і Маріїнського районів Кемеровської області і Зирянського району Томської області. Береги гірського верхового відрізку Кії майже ненаселені, і поселення існують лише в його нижній частині: села Московка і Макаранський на самій Кії, а також старательські селища по її притокам. Після села Чумай починається рівнинна, значно густіше населена частина річки; тут знаходяться численні села і значне місто Маріїнск. У Маріїнську річку перетинає 250-метровий залізничний міст на Транссибірській магістралі і автомобільний міст на федеральній автотрасі М53 Новосибірськ — Іркутськ.